# To Terrapin: Hartford '77
To Terrapin: Hartford '77 je koncertní album skupiny Grateful Dead. Album bylo nahráno 28. května 1977 v Hartford Civic Center v Hartfordu, Connecticut a vyšlo 7. dubna 2009 u Rhino Records.

## Seznam skladeb
| Disk 1 | Disk 1      | Disk 1         | Disk 1 |
| Pořadí | Název       | Autor          | Délka  |
| ------ | ----------- | -------------- | ------ |
| 1.     | Bertha      | Garcia, Hunter | 6:46   |
| 2.     | Good Lovin' | Resnick, Clark | 5:34   |
| 3.     | Sugaree     | Garcia, Hunter | 19:18  |
| 4.     | Jack Straw  | Weir, Hunter   | 6:23   |
| 5.     | Row Jimmy   | Garcia, Hunter | 10:43  |

| Disk 2 | Disk 2               | Disk 2           | Disk 2 |
| Pořadí | Název                | Autor            | Délka  |
| ------ | -------------------- | ---------------- | ------ |
| 1.     | New Minglewood Blues | Lewis            | 6:37   |
| 2.     | Candyman             | Garcia, Hunter   | 7:04   |
| 3.     | Passenger            | Lesh, Monk       | 3:40   |
| 4.     | Brown-Eyed Woman     | Garcia, Hunter   | 6:12   |
| 5.     | The Promised Land    | Berry            | 4:26   |
| 6.     | Samson and Delilah   | trad., arr. Weir | 8:05   |
| 7.     | Tennessee Jed        | Garcia, Hunter   | 9:04   |

| Disk 3         | Disk 3                  | Disk 3                    | Disk 3 |
| Pořadí         | Název                   | Autor                     | Délka  |
| -------------- | ----------------------- | ------------------------- | ------ |
| 1.             | Estimated Prophet       | Weir, Barlow              | 11:35  |
| 2.             | Playing in the Band     | Hunter, Mickey Hart, Weir | 10:59  |
| 3.             | Terrapin Station        | Garcia, Hunter            | 11:06  |
| 4.             | Drums                   | Hart, Kreutzmann          | 1:30   |
| 5.             | Not Fade Away           | Holly, Petty              | 15:11  |
| 6.             | Wharf Rat               | Hunter, Garcia            | 10:18  |
| 7.             | Playing in the Band     | Hunter, Hart, Weir        | 6:42   |
| 8.             | One More Saturday Night | Weir                      | 5:20   |
| 9.             | U.S. Blues              | Garcia, Hunter            | 6:47   |
| Celková délka: | Celková délka:          | Celková délka:            | 182:19 |

## Sestava
- Jerry Garcia – sólová kytara, zpěv
- Bob Weir – rytmická kytara, zpěv
- Phil Lesh – basová kytara
- Donna Jean Godchaux – zpěv
- Keith Godchaux – piáno
- Mickey Hart – bicí
- Bill Kreutzmann – bicí